# Hydroides calopoma
Hydroides calopoma är en ringmaskart som beskrevs av Zibrowius 1973. Hydroides calopoma ingår i släktet Hydroides och familjen Serpulidae. Inga underarter finns listade i Catalogue of Life.